# 우리 옆집에 EXO가 산다
《우리 옆집에 EXO가 산다》는 대한민국의 웹드라마이다. 우리 옆집에 EXO가 산다는 웹드라마 최초 조회수 1000만건을 기록하였다.

## 줄거리
연애를 드라마로만 배운 모태솔로 홍조녀 '연희'의 옆집에 최고스타 EXO가 이사오면서 벌어지는 로맨틱 코미디 스토리.

## 등장 인물

### 주요 인물
- 박찬열 : 찬열 역 (아역 정재혁)
- 윤주상 : 찬열의 할아버지 역
- 문가영 : 지연희 역 (아역 한서진)

### 찬열의 주변 인물
- 시우민
- 수호
- 레이
- 백현
- 첸
- 디오
- 타오
- 카이
- 세훈

### 연희의 주변 인물
- 장유상 : 지광수 역
- 전수진 : 가은 역
- 정시현 : 민환 역
- 김희정 : 연희의 엄마 역